# Garimbomb
Garimbomd est une petite ville du Togo située dans la Préfecture de Bassar, dans la région de la Kara

## Géographie
Garimbomd est situé à environ 51 km de Kara.

## Vie économique
- Marché paysan tous les lundis
- Atelier de mécanique moto

## Lieux publics
- École primaire